# Касула, Мухаммед
Муха́ммед Касу́ла (англ. Mohammed Kasoula; 13 августа 1985, Аккра, Гана) — катарский футболист ганского происхождения, центральный защитник. Выступал за сборную Катара.

## Карьера
Ранее выступал за команды «Аль-Месаймер» и «Аль-Хор». С 2010 года игрок «Аль-Садда».
В сборной дебютировал 3 марта 2010 в игре со Словенией. Участвовал в Кубке Азии 2011. Первый гол забил 29 марта 2011 в товарищеской игре с Россией.